# Краткая история калмыцких ханов
«Краткая история калмыцких ханов» или «Сокращение, содержащее собранную и записанную историю калмыцких ханов» (калм. Хальмг хаадын тууҗиги бичен товч оршва) — памятник калмыцкой исторической литературы конца XVIII века, художественное произведение, описывающее средневековую жизнь калмыцкого народа.

## История
Книга «Сокращение, содержащее собранную и записанную историю калмыцких ханов», более известная в калмыцкой историографии под краткими названиями «История калмыцких ханов» или «Краткая история калмыцких ханов», была написана на тодо бичиг неизвестным автором. Дата написания книги также не известна. Последней датой, которую автор упоминает в книге является год «огненной овцы» (hал хонин), что соответствует 1787 году. Автор довёл свою летопись до этого года, поэтому предполагается, что книга была написана в конце XVIII или начале XIX века.

## Переводы и публикации
Рукопись «Краткой истории калмыцких ханов» обнаружил этнограф-монголовед Георгий Лыткин в 1859 году в фамильной библиотеке нойона Серебджаба Тюменя. Георгий Лыткин перевёл эту рукопись на русский язык и опубликовал примерно пятую часть перевода в нескольких номерах газеты «Астраханские губернские новости» в 1860 году (№ 19,26, 33, 39, 44, 47, 49, 51 — 53). Свой перевод Георгий Лыткин, используя различные источники (например, «Полное собрание законов Российской империи»), снабдил своими комментариями. Полный перевод Георгия Лыткина не был опубликован по неизвестным причинам. Изданный Георгием Лыткиным отрывок «Краткой истории» описывает события калмыцкой истории до 1710 года. Существовал также перевод архимандрита Гурия, который использовал исторические факты из «Краткой истории» в своём сочинении «Очерки по истории распространения христианства среди монгольских племён».
В 1885 году профессор А. М. Позднеев впервые издал «Краткую историю» литографским способом в сборнике «Памятники исторической литературы астраханских калмыков». В 1975 году текст «Краткой истории калмыцких ханов» на калмыцком языке был опубликован в 1975 году в «Вестнике № 12» Калмыцкого НИИ языка, литературы и истории.
В настоящее время известны две рукописи «Краткой истории калмыцких ханов» на тодо бичиг, которые хранятся в библиотеке Восточного факультета СПбГУ.

## Содержание
Калмыки признаются народом родственным монголам как по языку, так и религии. Первым правителем калмыков в чине тайши назван Хо-Урлюк, который в 1628 году (год Шорой Лу) оставил Джунгарию и во главе 50 тыс. кибиток двинулся на Запад. Причиной перекочевки названы смуты на родине. На реке Эмба он покорил ногайцев и в 1630 году (год Темур Морин) вышел к Волге. Отныне владения Хо-Урлюка располагались от Самары до Астрахани и от Волги до Урала. При этом земля эта принадлежала Цаган-хану, с которым предводитель калмыков находился в дружеских отношениях.   
В 1640 году (год Темур Лу) монгольские народы помирились и утвердили общие законы. После возвращения с съезда монгольских князей, согласно этой летописи, Хо-Урлюк пытался штурмовать Астрахань, но был убит. 
Сын и преемник Хо-Урлюка Шукур-Дайчин необычайно возгордился и стал нападать на русских, но был разбит. В 1655 году (год Модон Хонин) он отправил послов в Москву, чтобы засвидетельствовать свой обет верности царю Алексею Михайловичу. В 1661 году (год Темур Укер) калмыки помогли русскому царю воевать против Крыма. После Шукур-Дайчина калмыками правил Пунцук, к которому из Джунгарии перекочевало 3 тыс. кибиток хошутов Кундулен-Убуши. 
Сменивший Пунцука Аюка еще больше расширил Калмыцкий улус. Он воевал с ногайцами на Кубани и в 1673 году (год Усун Укер) принес обет верности русскому царю. Однако во время восстания башкир в 1681 году (год Темур Така) Аюка вначале поддержал мятежников, однако конфликт с русским царем помог уладить князь Алексей Голицын. Аюка стал воевать на Востоке против киргиз-кайсаков и туркменов, сделав их своими данниками. Слава его была так велика, что Далай-лама даровал ему ханский титул. Из Джунгарии под власть Аюки стали переходить те торгуты, которые еще оставались на Востоке. Когда русский царь Петр уехал в западные государства, то он завещал Аюке охранять южные пределы русского государства. Русские обещали калмыкам пушки, порох и свинец. Славу Аюки омрачила ссора с сыном Чакдор-Джабом из-за женщины, которая едва не вылилась в гражданскую войну. Однако русский князь Борис Голицын помирил отца и сына.

## Характеристика
Исторические события в «Краткой истории калмыцких ханов» излагаются в хронологическом порядке. Автор повествовательно излагает 150-летнюю историю калмыков, начиная с прихода в Российскую империю и заканчивая возвращением на Алтай. Автор подробно описывает взаимоотношения российского царя и калмыцких ханов. Это свидетельствует о том, что он, возможно, был очевидцем или участником этих переговоров. В книге приведены описания шерстных договоров, которые были даны русскому царю калмыцкими ханами.
Кроме хронологического перечня калмыцких ханов автор описывает внутреннюю историю калмыцкого народа XVII—XVIII веков. Калмыков автор уже не называет ойратами, отмечая, что они имеют родственные отношения с монголами. Он сообщает сведения о Хо-Урлюке, Шукур-Дайчине, Пунцуке, Аюке-хане, Дондук-Даши и подробно описывает распри и борьбу за ханское место.
Автор на страницах своей книги высказывает свои личные симпатии и антипатии. Он симпатизирует России и с горечью вспоминает о Джунгарии, в которой, как он пишет, постоянно шли войны. Идеализируя личности Аюки-хана и Дондук-Даши, он хвалит их за умелое управление народом и, наоборот, осуждает Убаши-хана, уведшего большую часть калмыков из России. Автор подчеркивает, что оставшиеся в России калмыки, благоденствуют под управлением нойонов.